# Стефан (Нещерет)
Епископ Стефа́н (в миру Анатолий Владимирович Нещерет; род. 3 января 1966, Вертиевка, Черниговская область) — архиерей Русской православной церкви, Белорусского экзархата, архиепископ Гомельский и Жлобинский.

## Биография
Родился 3 января 1966 года в селе Вертиевка Нежинского района Черниговской области в крестьянской семье.
После окончания в 1982 году средней школы жил в Чернигове, где проходил послушание иподиакона у архиепископа Черниговского и Нежинского Антония (Вакарика). Служил в армии.
4 января 1987 года инспектором Московской духовной семинарии архимандритом Венедиктом (Князевым) пострижен в монашество, 14 января 1987 года ректором  МДАиС архиепископом Александром (Тимофеевым) рукоположён в сан иеродиакона, 3 июня — в сан иеромонаха.
В 1988 году окончил Московскую духовную семинарию, в 2002-м — Киевскую духовную академию. В 1987—1990 годах служил на приходах на Украине.
1 ноября 1990 года назначен настоятелем Покровского храма в селе Корма Добрушского района Гомельской области, где в 1991 году были открыты мощи Иоанна Кормянского.
13 января 1994 года возведён в сан игумена, 14 октября 1997 года — в сан архимандрита.
В 1997 году во внимание к усердным трудам и в связи с 20-летием служения в священном сане награждён орденом преподобного Сергия Радонежского II стенени.
22 декабря 1998 года назначен благочинным Добрушско-Кормянского церковного округа.
В 2000 году назначен строителем Свято-Иоанно-Кормянского женского монастыря.
24 декабря 2004 года постановлением патриарха Московского и всея Руси Алексия II и Священного синода Русской православной церкви архимандриту Стефану (Нещерету) определено быть епископом Туровским и Мозырским. 29 января 2005 года был наречён, а 30 января — хиротонисан во епископа Туровского и Мозырского. Хиротонию в Свято-Петро-Павловском кафедральном соборе города Гомеля возглавил митрополит Минский и Слуцкий Филарет (Вахромеев). Ему сослужили: архиепископы Уральский и Гурьевский Антоний (Москаленко), Витебский и Оршанский Димитрий (Дроздов), Пинский и Лунинецкий Стефан (Корзун), Гомельский и Жлобинский Аристарх (Станкевич); епископы Бобруйский и Осиповичский Петр (Карпусюк), Гродненский и Волковысский Артемий (Кищенко), Новогрудский и Лидский Гурий (Апалько), Полоцкий и Глубокский Феодосий (Бильченко), Черниговский и Нежинский Амвросий (Поликопа), Васильковский Пантелеимон (Бащук), Могилёвский и Мстиславский Софроний (Ющук), Брестский и Кобринский Иоанн (Хома).
В период своего пастырского служения архимандрит Стефан создал службу с акафистом святому праведному Иоанну Кормянскому и акафист преподобному Лаврентию Черниговскому.
12 января 2012 года назначен председателем Комиссии по канонизации святых Белорусской православной церкви.
7 июня 2012 года решением Священного синода РПЦ назначен епископом Гомельским и Жлобинским.
3 сентября 2012 года решением Синода БПЦ утверждён в должности настоятеля (священноархимандрита) Свято-Никольского мужского монастыря в городе Гомеле и в должности настоятеля прихода кафедрального собора святых апостолов Петра и Павла в Гомеле.
Решением Священного синода РПЦ от 25 декабря 2012 года (журнал № 124) вошел в состав новообразованного Церковно-общественного совета по увековечению памяти новомучеников и исповедников Российских.
12 марта 2013 года решением Священного синода Русской православной церкви включён в состав Синодальной комиссии по канонизации святых.
Решением Синода БПЦ от 2 сентября 2015 г. (журнал № 42) освобожден от обязанностей председателя Синодальной комиссии Белорусского экзархата по канонизации святых.
1 февраля 2018 года в храме Христа Спасителя в Москве патриархом Московским и всея Руси Кириллом возведён в сан архиепископа.

## Критика
В январе 2014 года ряд СМИ распространил информацию о выдвинутых протодиаконом Андреем Кураевым обвинениях в адрес епископа Гомельского и Жлобинского Стефана (Нещерета) в том, что он является гомосексуалистом и совращает воспитанников духовных учебных заведений и священников младше себя по чину.

## Публикации
- Туровская епархия в начале XXI столетия // Ступени. 2005. — № 2 (18).
- Туровская епархия в начале XXI столетия // Вестник Белорусского экзархата. — Минск, 2005. — Т. 4: 1000-летие Туровской епархии: Материалы XI минских епархиальных чтений 24 июня 2005 г., по5священных 1000-летию Туровской епархии. — С. 12-16.